# Gornje Jabukovo
Gornje Jabukovo (izvirno srbsko Горње Јабуково) je naselje v Srbiji, ki upravno spada pod Občino Vladičin Han; slednja pa je del Pčinjskega upravnega okraja.

## Demografija
V naselju je ob popisu 2002 živelo 150 polnoletnih prebivalcev, pri čemer je bila njihova povprečna starost 59,7 let (57,1 pri moških in 62,4 pri ženskah). Naselje je imelo 78 gospodinjstev, pri čemer je bilo povprečno število članov na gospodinjstvo 1,97.
|  | 650  | 679  | 614  | 571  | 437  | 299  | 154  | 127  | 64   |
|  | 1948 | 1953 | 1961 | 1971 | 1981 | 1991 | 2002 | 2011 | 2022 |

Glede na rezultate popisa iz leta 2002 je to naselje popolnoma srbsko, v času zadnjih petih popisov pa je opazno zmanjševanje števila prebivalcev.
| Etnična sestava po popisu iz leta 2002 | Etnična sestava po popisu iz leta 2002 | Etnična sestava po popisu iz leta 2002 | Etnična sestava po popisu iz leta 2002 | Etnična sestava po popisu iz leta 2002 |
| -------------------------------------- | -------------------------------------- | -------------------------------------- | -------------------------------------- | -------------------------------------- |
| Srbi                                   | Srbi                                   |                                        | 154                                    | 100,0%                                 |
| Neznano                                | Neznano                                |                                        | 0                                      | 0,0%                                   |